# Muhammad X di Granada
Abū ʿAbd Allāh Muḥammad X, detto al-Aḥnaf (in arabo أحنف‎?), in spagnolo El Cojo ("lo zoppo") (in arabo أبو عبد الله "الأحنف" ﻣﺤﻤﺪ بن عثمان‎?; 1415 – 1454), è stato il diciassettesimo sultano nasride del Sultanato di Granada. Era il nipote di Muḥammad IX al-Aysar, a cui succedette nel 1445, dopo averlo deposto, ma venne a sua volta deposto da Yūsuf V, riprese il trono nel 1446, ma venne definitivamente rovesciato nel 1447, dallo zio Muḥammad IX al-Aysar.

## Biografia
Nel Sultanato di Granada infuriava da anni la guerra civile tra i due clan rivali dei Banū Egas ("Bannigas") e i Banū Sarrāj ("Abencerages"). Gli Abencerages misero per la prima volta sul trono Muḥammad IX al-Aysar nel 1419, venne deposto per due volte dai sultani sostenuti dai Bannigas, nel 1427 e nel 1431.
Nel febbraio 1432, Muḥammad al-Aḥnaf fu il miglior comandante militare di Muḥammad IX al-Aysar. Quando Yūsuf IV prese il potere deponendo Muḥammad IX al-Aysar, Muḥammad al-Aḥnaf mobilitò l'esercito in soccorso di al-Aysar, riuscendo a sconfiggere le truppe mandate da Giovanni II di Castiglia in aiuto a Yūsuf IV. 

### Primo regno
Questo primo regno durò dal gennaio al giugno del 1445.
Nel 1445 scoppiò una nuova guerra civile nel Sultanato di Granada. La lotta per il potere questa volta vide contrapposti Muḥammad IX al-Aysar contro due suoi nipoti, Yūsuf V e Muḥammad X al-Aḥnaf. Quest'ultimo era il governatore di Almería dal 1432.
Muḥammad X al-Aḥnaf riuscì a prendere il potere a Granada nel gennaio del 1445.

### Interregno
Nel giugno del 1445, a causa dei complotti della Castiglia e delle varie fazioni granadine, Muḥammad X al-Aḥnaf dovette lasciare il trono a Yūsuf V, che regnò fino al gennaio del 1446.

### Secondo regno e morte
Muḥammad X al-Aḥnaf riuscì a deporre Yūsuf V e tornò al potere nel gennaio del 1446.
Verso la fine del 1447 e l'inizio 1448 Muḥammad IX al-Aysar riconquistò il trono e ordinò l'esecuzione di Muḥammad X al-Aḥnaf.